# Northampton
Northampton is een stad en district in het Engelse shire-graafschap (non-metropolitan county OF county) Northamptonshire en telt 245.899 inwoners (2021). De oppervlakte bedraagt 81 km².
Van de bevolking is 13,6% ouder dan 65 jaar. De werkloosheid bedraagt 3,1% van de beroepsbevolking (cijfers volkstelling 2001).

## Civil parishesin district Northampton
Billing, Collingtree, Duston, Great Houghton, Hardingstone, Hunsbury Meadows, Upton, West Hunsbury, Wootton.

## Sport
Northampton Town FC is de betaalvoetbalclub van de stad.

## Geboren in Northampton
- William Alwyn (1905-1985), (film)componist, fluitist en leraar
- Francis Crick (1916-2004), natuurwetenschapper en Nobelprijswinnaar (1962)
- Mike Berry (1942-2025), zanger en acteur
- Anthony Higgins (1947), acteur
- Alan Moore (1953), schrijver van boeken en comics
- Mark Haddon (1962), schrijver
- Matt Smith (1982), acteur
- Karl Darlow (1990), voetballer
- Sophie Turner (1996), actrice
- Ivan Toney (1996), voetballer
- Alan Walker (1997), Brits-Noors dj en producer